# Domus (woning)

De typische indeling van een Romeinse domus

De indeling van een domus met peristilium

Een domus (Latijn: huis) is een stadswoning voor de rijkere klasse in de Romeinse oudheid. De minderbedeelde klassen woonden in appartementencomplexen, de zogenaamde insulae.
De domus heeft een heel eigen karakter. Wellicht het meest kenmerkende is het naar binnen gekeerde afwateringssysteem. Aanvankelijk, in de vroegste tijd, toen men nog losstaande hutten bewoonde, werd het regenwater langs het tentvormige rieten dak afgevoerd en verdween vervolgens in de grond. Toen men wegens ruimtegebrek de woningen aan elkaar begon te bouwen, bracht dat een algehele verandering met zich mee in het karakter van het huis. Het regenwater werd nu langs naar binnen hellende dakdelen door een opening in het dak (compluvium, zie afbeelding) het huis in gebracht, en werd opgevangen in een bassin (het impluvium). Verder werd de domus gekenmerkt door een grote centrale ruimte, waar de andere vertrekken omheen lagen, het atrium. Hier speelde het gezinsleven zich af. Rijk gemeubileerd lijkt het atrium overigens niet te zijn geweest. Het lararium (kapelletje voor de huisgoden, zie afb.) was ook in het atrium gevestigd.
Wanneer men de monumentale voordeur (ianua of ostium, een dubbele bronzen deur) passeerde, werd men via een smalle gang (fauces, ook wel vestibulum genoemd) naar het atrium geleid. De fauces was kennelijk de plaats waar de waakhond lag. Dit maakte men op uit een uitbeelding van een hond in de mozaïekvloer van de fauces van een domus in Pompeii, deze was aangevuld met de tekst cave canem ("pas op voor de hond").
Aan de weerskanten van de fauces lagen twee kleine vertrekken, de zogenaamde tabernae. Deze vertrekken waren vaak als winkels ingericht en verhuurd. Aan weerskanten van het atrium lagen slaapkamers (cubicula). Deze waren vaak klein en donker, uitsluitend bestemd voor de nachtrust.
Tegenover de ianua en de tabernae lag het tablinum, een ruimte die aanvankelijk als eetruimte diende maar die (omdat magistraten daar ook vaak hun archief hadden) later als studeerruimte gebruikt werd. Het tablinum had een zowel een grote toegang aan het atrium als aan de tuin. Naast het tablinum lag vaak het triclinium, de eetzaal. Hier stonden drie grote ligbedden in U-formatie, waarop de maaltijd liggend werd gebruikt. De naam is afkomstig van het Grieks: τρι κλίναι (tri klinai - "drie bedden").
Aan de achterzijde van het huis (dus grenzend aan het tablinum en het triclinium) lag een kleine ommuurde tuin (hortus).
In de 2de eeuw v.Chr., als Rome welvarender wordt, breidt men de domus uit: de tuin wordt groter en de ommuring verandert (naar Grieks voorbeeld) in een zuilenrondgang of peristilium (zie afb.). Om dit peristylium legt men ook vertrekken aan, vergelijkbaar met het atrium. In tegenstelling tot het atrium, hebben de ruimtes aan het peristylium geen vaste functie en situering. Vaak is er een kleine keuken (culina) aanwezig en soms een badkamertje met een toilet. Die grensde dan vaak aan de keuken, zodat het afvalwater van de keuken gebruikt kon worden om het toilet te spoelen.
De belangrijkste ruimte aan het peristylium was de exedra of oecus. Dit was een grote, rijk gedecoreerde ontvangstruimte, met een grote toegang naar de tuin. Andere ruimtes waren ingericht als triclinium (peristyliumhuizen hadden vaak een zomer- en een wintertriclinium), vrouwen-/slavenvertrekken, opslagruimtes, stallen, etc.
De bestbewaarde exemplaren van Romeinse domussen zijn te vinden in Pompeii en Herculaneum.

## Afbeeldingen

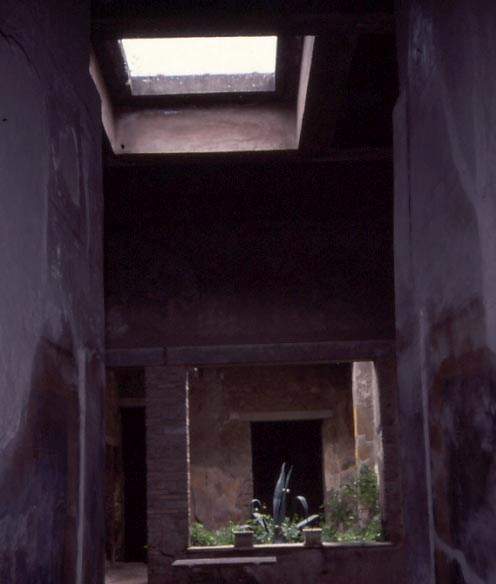
Atrium met compluvium
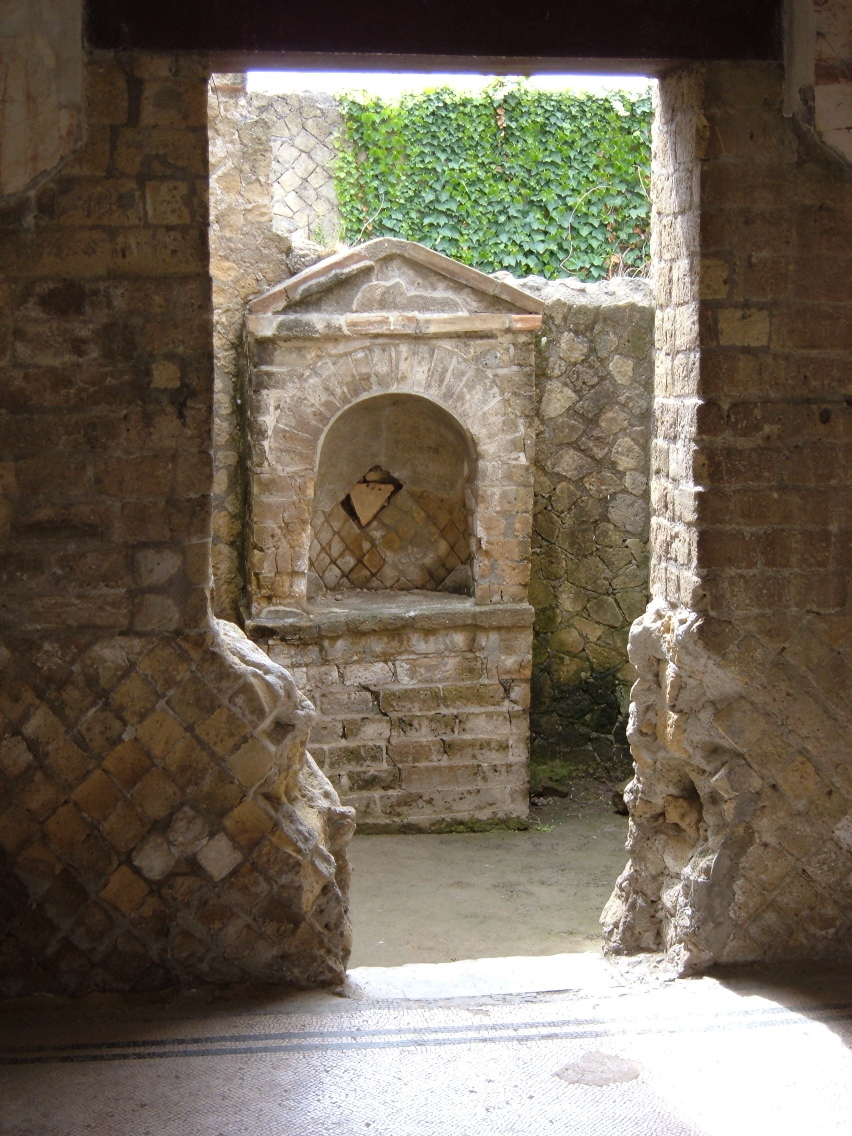
Lararium
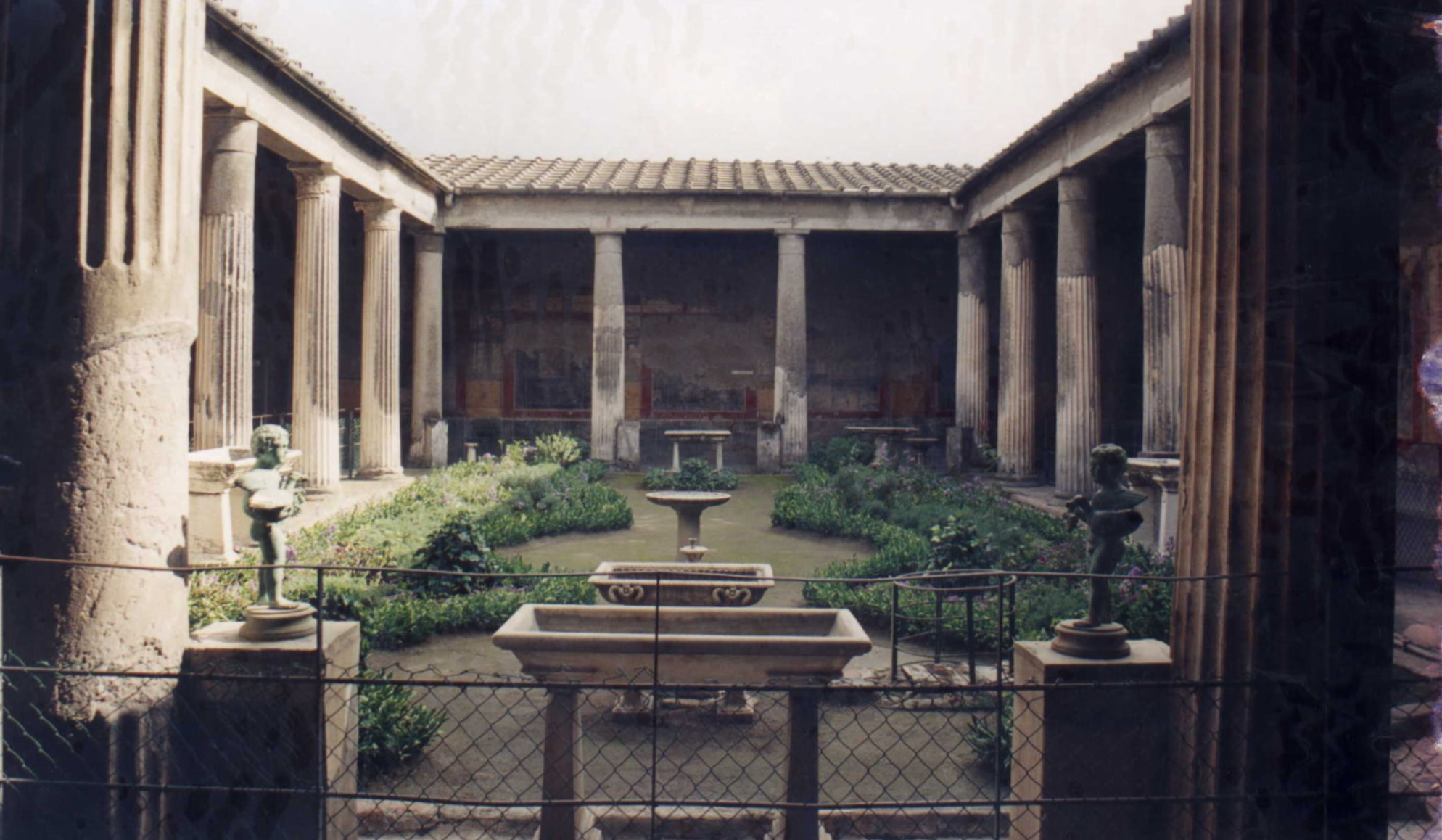
Zicht op het peristylium vanuit het tablinum in de Casa dei Vettii te Pompeii
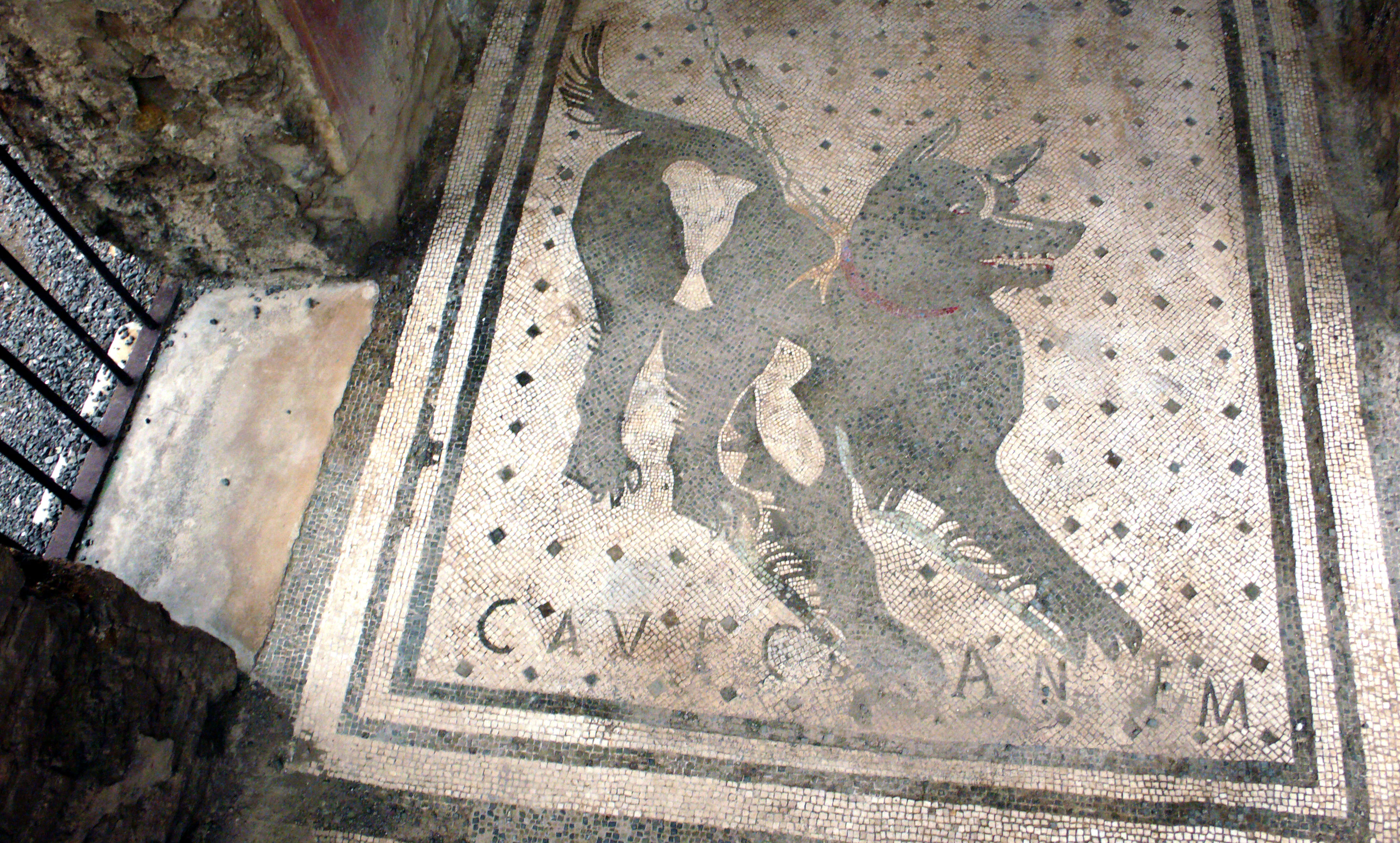
"Cave canem": Pas op voor de hond.